# Пуголовка азовська
Пу́головка азо́вська (Benthophilus magistri) — вид риб з родини бичкових (Gobiidae). Поширений в басейні Азовського моря, а саме преестуарній зоні Кубані, на захід до Таганрозької затоки і Керченської протоки, в лиманах Міуському, Єйському і Ахтанізовському. Мешкає в лиманних біоценозах при солоності нижче 11 ppt.